# Ypthima phasis
Ypthima phasis är en fjärilsart som beskrevs av Hans Fruhstorfer 1911. Ypthima phasis ingår i släktet Ypthima och familjen praktfjärilar. Inga underarter finns listade i Catalogue of Life.